# Isthmohyla debilis
Isthmohyla debilis es una especie de anfibios de la familia Hylidae.
Habita en Costa Rica y el oeste de Panamá.
Sus hábitats naturales son los montanos secos y los ríos.